# París-Roubaix 1939
La 40.ª edición de la París-Roubaix tuvo lugar el 9 de abril de 1939 y fue ganada por el belga Émile Masson aventajando a sus perseguidores en 1 minuto y 30 segundos. Esta edición fue la última antes del parón ocasionado por la II Guerra Mundial.

## Clasificación final
| Posición | Ciclista             | Equipo               | Tiempo     |
| -------- | -------------------- | -------------------- | ---------- |
| 1        | Émile Masson         | Alcyon               | 7h 17' 30" |
| 2        | Marcel Kint          | Mercier-Hutchinson   | + 1' 30"   |
| 3        | Roger Lapébie        | Mercier-Hutchinson   | m. t.      |
| 4        | Maurice Archambaud   | Mercier-Hutchinson   | m. t.      |
| 5        | Cyriel Vanoverberghe | Pelissier-Hutchinson | m. t.      |
| 6        | Sylvain Grysolle     | Dilecta-Wolber       | + 3' 08"   |
| 7        | Robert Wierinckx     | Dilecta-Wolber       | m. t.      |
| 8        | Albert Hendrickx     | Labor-Dunlop         | m. t.      |
| 9        | Antonin Magne        | Mercier-Hutchinson   | m. t.      |
| 10       | Noël Declercq        | Dossche              | m. t.      |